# 西藏延龄草
西藏延龄草（学名：Trillium govanianum）为黑药花科延龄草属的植物。分布在印度以及中国大陆的西藏等地，生长于海拔3,200米的地区，一般生于林中，目前尚未由人工引种栽培。